# Kiskunlacháza
Kiskunlacháza je vas na Madžarskem, ki upravno spada pod podregijo Ráckevei Županije Pešta.
Tu se nahaja tudi Letališče Kiskunlacháza.